# Liste der Mitglieder des Nidwaldner Landrates (2014–2018)
Die Liste der Mitglieder des Nidwaldner Landrates (2014–2018) führt die bei der Gesamterneuerungswahl 2014 für die Legislaturperiode 2014–2018 gewählten und in einem separaten Abschnitt die während der Legislaturperiode ausgeschiedenen und nachgerückten Mitglieder des Landrates des Kantons Nidwalden auf. Der Nidwaldner Landrat ist das Kantonsparlament und somit die Legislative und oberste Behörde des Schweizer Kantons Nidwalden.

## Gesamterneuerungswahlen 2014
- GN: 8
- SP: 3
- CVP: 17
- FDP: 15
- SVP: 17

Die Gesamterneuerungswahlen für die Legislaturperiode 2014–2018 fanden am 23. März 2014 statt, bei einer Stimmbeteiligung von 49,9 % (2010: 53,0 %). Sie wurden erstmals nach dem doppeltproportionalen Zuteilungsverfahren («doppelter Pukelsheim») durchgeführt, das die kleineren Parteien weniger benachteiligt. Vertreter der Grünen hatten das alte Wahlsystem vor Bundesgericht angefochten. Dieses hiess die Beschwerde gut, indem es feststellte, dass das geltende Wahlsystem der Bundesverfassung nicht standhalte, und forderte die zuständigen Behörden des Kantons auf, Abhilfe zu schaffen. Der Landrat beschloss darauf am 25. April 2012 eine Teilrevision des Proporzgesetzes im Sinne des doppelten Pukelsheim, gegen die das Referendum ergriffen wurde. Bei der Volksabstimmung am 22. September 2013 gewannen die Befürworter des doppelten Pukelsheim klar.
167 Kandidaten, darunter 46 Bisherige, bewarben sich um die 60 Sitze. 36 Bisherige wurden wiedergewählt, zehn nicht: Rudolf Ammann (SVP, Stansstad), Remo Bachmann (SVP, Hergiswil), Trudy Barmettler (FDP, Ennetmoos), Marianne Blättler (CVP, Hergiswil), Felix Gehrig (SVP, Buochs), Eva Keiser-Odermatt (CVP, Stansstad), Monika Lüthi-Wyss (CVP, Ennetbürgen), Walter Mösch (SVP, Hergiswil), Toni Niederberger (SVP, Oberdorf) und Wendelin Waser-Barmettler (CVP, Ennetmoos). Wiedergewählt worden wäre auch Karin Kayser; sie wurde jedoch in den Regierungsrat gewählt, für den sie gleichzeitig kandidiert hatte, und verzichtete folglich auf die Wahlannahme als Landrätin. Für sie rückte Stefan Hurschler nach. Insgesamt waren damit 24 (40 %) der Mitglieder neu im Landrat.
Das neue Wahlsystem führte zu einem moderaten Linksrutsch: Grüne (+3 Sitze) und SP (+ 2 Sitze) gewannen auf Kosten von SVP und FDP (je −2 Sitze) und CVP (−1 Sitz). Der Landrat blieb aber vorwiegend bürgerlich geprägt.
Eine weitere Besonderheit des doppelten Pukelsheim ist, dass bei einem Rücktritt eines Mitglieds und dem Verzicht der zur Nachrückung Berechtigten keine Ersatzwahl stattfindet, sondern die berechtigte Partei eine Person bestimmen kann, die ursprünglich gar nicht kandidiert hatte. Auf diese Weise wurde Karin Costanzo-Grob (CVP) Landrätin beim Rücktritt von Philipp Niederberger.
Der Frauenanteil sank weiter, wie bereits seit 1998 (25 %), auf nur noch 15 % (9 Frauen).

## Bei den Gesamterneuerungswahlen 2014 gewählte Mitglieder des Nidwaldner Landrates
Quelle: Website des Kantons Nidwalden
| Name                       | Jahrgang | Partei | Wohnort         | Funktion                             |
| -------------------------- | -------- | ------ | --------------- | ------------------------------------ |
| Urs Amstad                 | 1975     | SVP    | Beckenried      | Mitglied                             |
| Leo Amstutz                | 1955     | GN     | Beckenried      | Mitglied                             |
| Philippe Banz              | 1984     | FDP    | Hergiswil       | Mitglied                             |
| Sepp Barmettler-Gander     | 1954     | CVP    | Buochs          | Mitglied                             |
| Viktor Baumgartner         | 1956     | CVP    | Beckenried      | Mitglied                             |
| Martin Blättler            | 1969     | CVP    | Hergiswil       | Mitglied                             |
| Michèle Blöchliger         | 1967     | SVP    | Hergiswil       | Landratspräsidentin 2017/2018        |
| Stefan Bosshard            | 1972     | FDP    | Oberdorf        | Mitglied                             |
| Josef Bucher               | 1955     | CVP    | Buochs          | Mitglied                             |
| Bruno Christen             | 1969     | CVP    | Buochs          | Fraktionspräsident CVP               |
| Ilona Cortese-Keiser       | 1964     | GN     | Hergiswil       | Mitglied                             |
| Josef Durrer               | 1959     | FDP    | Wolfenschiessen | Mitglied                             |
| Eduard Engelberger         | 1967     | FDP    | Stans           | Mitglied                             |
| Susanne Ettlin Wicki       | 1967     | SP     | Stans           | Mitglied                             |
| Albert Frank               | 1954     | SVP    | Buochs          | Mitglied                             |
| Pius Furrer                | 1959     | SVP    | Ennetbürgen     | Mitglied                             |
| Andreas Gander-Brem        | 1964     | CVP    | Stans           | Mitglied                             |
| Jörg Genhart               | 1974     | SVP    | Stans           | Mitglied                             |
| Stefan Hurschler           | 1990     | CVP    | Oberdorf        | Mitglied                             |
| Alexander Joller           | 1968     | SVP    | Dallenwil       | Mitglied                             |
| Tobias Käslin-Loretz       | 1957     | FDP    | Beckenried      | Mitglied                             |
| Christoph Keller           | 1963     | SVP    | Hergiswil       | Mitglied                             |
| Werner Küttel              | 1958     | GN     | Buochs          | Fraktionspräsident Grüne/SP          |
| Christian Landolt          | 1949     | SVP    | Beckenried      | Mitglied                             |
| Markus Landolt             | 1963     | GN     | Ennetbürgen     | Mitglied                             |
| Lilian Lauterburg-Trösch   | 1959     | FDP    | Stansstad       | Mitglied                             |
| René Mathis                | 1957     | SVP    | Stansstad       | Mitglied                             |
| Urs Müller                 | 1962     | SVP    | Emmetten        | Mitglied                             |
| Joseph Niederberger        | 1969     | CVP    | Oberdorf        | Mitglied                             |
| Philipp Niederberger       | 1972     | CVP    | Hergiswil       | Mitglied                             |
| Armin Odermatt-Christen    | 1970     | SVP    | Oberdorf        | Mitglied                             |
| Irene Odermatt Eggerschwil | 1971     | FDP    | Dallenwil       | FDP-Vertreterin im Landratsbüro      |
| Josef Odermatt-Infanger    | 1964     | CVP    | Ennetbürgen     | Mitglied                             |
| Othmar Odermatt            | 1955     | CVP    | Wolfenschiessen | Mitglied                             |
| Rochus Odermatt            | 1977     | SP     | Stans           | Mitglied                             |
| Walter Odermatt            | 1965     | SVP    | Stans           | Landratspräsident 2014/2015          |
| Niklaus Reinhard           | 1965     | FDP    | Hergiswil       | Fraktionspräsident FDP               |
| Beatrice Richard-Ruf       | 1962     | FDP    | Stans           | Mitglied                             |
| Norbert Rohrer             | 1948     | CVP    | Stansstad       | Mitglied                             |
| Therese Rotzer-Mathyer     | 1964     | CVP    | Ennetbürgen     | Mitglied                             |
| Peter Scheuber-Durrer      | 1962     | CVP    | Ennetmoos       | Landratspräsident 2016/2017          |
| Dominic Starkl             | 1990     | GN     | Stansstad       | Mitglied                             |
| Dino Tsakmaklis            | 1995     | SP     | Stansstad       | Mitglied                             |
| Karl Tschopp               | 1960     | FDP    | Stans           | Mitglied                             |
| Erich von Holzen           | 1965     | FDP    | Ennetbürgen     | Mitglied                             |
| Conrad Wagner              | 1959     | GN     | Stans           | Landratspräsident 2015/2016          |
| Markus Walker              | 1968     | SVP    | Ennetmoos       | Mitglied                             |
| René Wallimann             | 1969     | CVP    | Dallenwil       | Mitglied                             |
| Thomas Wallimann-Sasaki    | 1965     | GN     | Ennetmoos       | Mitglied                             |
| Rudolf Wanzenried          | 1964     | FDP    | Buochs          | Mitglied                             |
| Niklaus Waser              | 1961     | FDP    | Buochs          | Mitglied                             |
| Peter Waser                | 1953     | SVP    | Buochs          | SVP-Vertreter im Landratsbüro        |
| Ruedi Waser                | 1952     | FDP    | Hergiswil       | Mitglied                             |
| Ruedi Waser-Niederberger   | 1958     | FDP    | Stansstad       | Mitglied                             |
| Peter Wyss                 | 1956     | SVP    | Stansstad       | Mitglied                             |
| Regula Wyss-Kurath         | 1965     | GN     | Stans           | Grüne/SP-Vertreterin im Landratsbüro |
| Alice Zimmermann-Elsener   | 1961     | CVP    | Emmetten        | CVP-Vertreterin im Landratsbüro      |
| Hans-Peter Zimmermann      | 1962     | CVP    | Stans           | Mitglied                             |
| Martin Zimmermann          | 1969     | SVP    | Ennetbürgen     | Fraktionspräsident SVP               |
| Urs Zumbühl                | 1980     | SVP    | Wolfenschiessen | Mitglied                             |

## Während der Legislaturperiode 2014–2018 ausgeschiedene und nachgerückte Mitglieder
| Name                 | Partei | Wohnort   | Rückzugstag       | Nachfolger          |
| -------------------- | ------ | --------- | ----------------- | ------------------- |
| Philipp Niederberger | CVP    | Hergiswil | 10. November 2014 | Karin Costanzo-Grob |
| Rochus Odermatt      | SP     | Stans     | 29. Februar 2916  | Daniel Niederberger |